# Intihuatana antarctica
Pour l’article homonyme, voir Intihuatana pour les mégalithes astronomiques incas.
Genre
Espèce
Synonymes
- Bigois antarctica Simon, 1902
- Amaloxenops translata Schiapelli & Gerschman, 1959

Intihuatana antarctica, unique représentant du genre Intihuatana, est une espèce d'araignées aranéomorphes de la famille des Hahniidae.

## Distribution
Cette espèce se rencontre en Argentine dans la province de Terre de Feu vers Ushuaïa et au Chili dans la région de Magallanes sur l'île Navarino vers Puerto Toro et Puerto Pantalon,.

## Description
Le mâle décrit par Dupérré et Harms en 2018 mesure 1,52 mm et la femelle 1,5 mm.

## Publications originales
- Simon, 1902 : Arachnoideen, exclu. Acariden und Gonyleptiden. Ergebnisse der Hamburger Magalhaensische Sammelreise, Hamburg, vol. 6, no 4, p. 1-47.
- Lehtinen, 1967 : Classification of the cribellate spiders and some allied families, with notes on the evolution of the suborder Araneomorpha. Annales Zoologici Fennici, vol. 4, p. 199-468.